# コウトウシラン

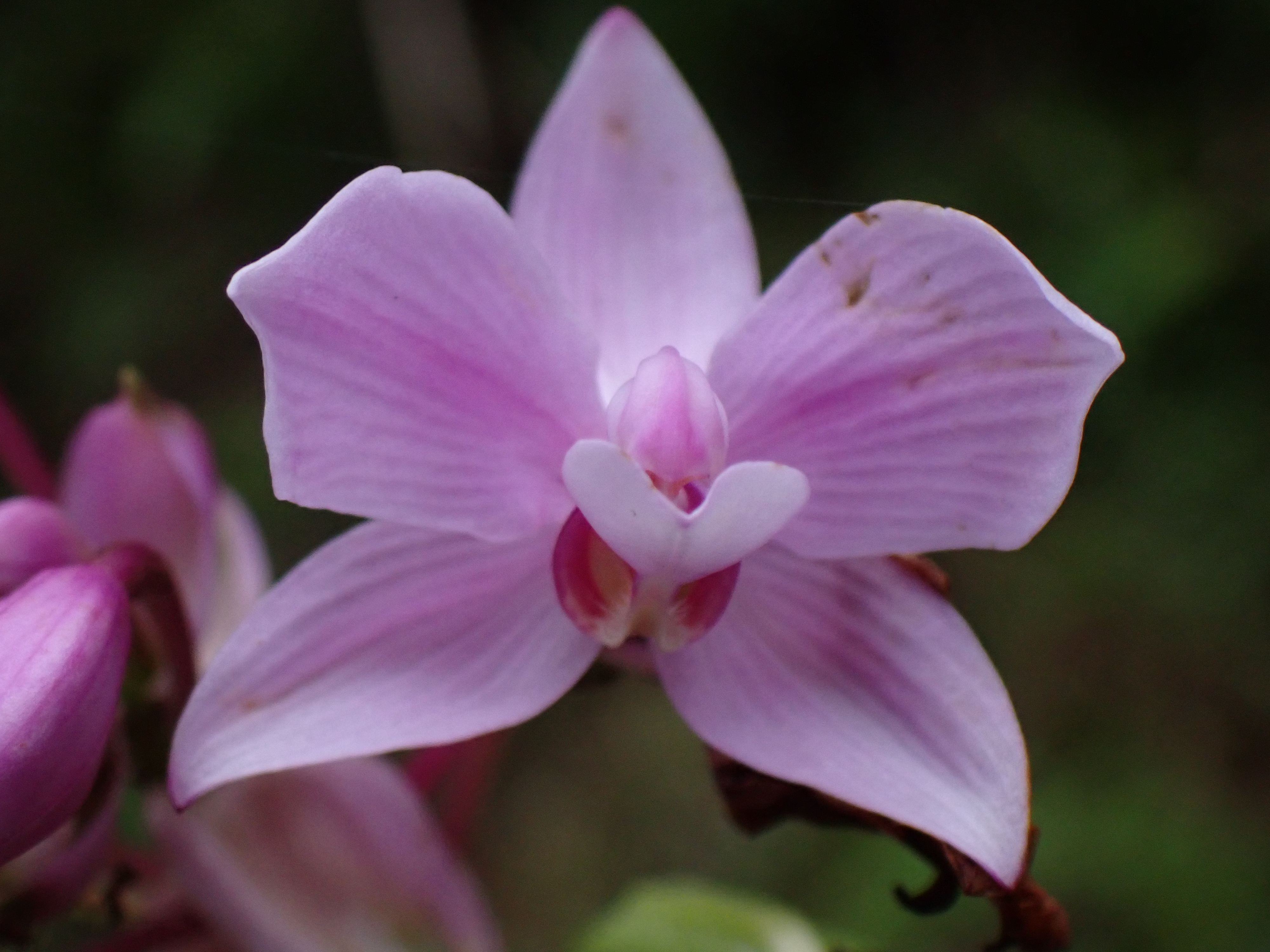
花

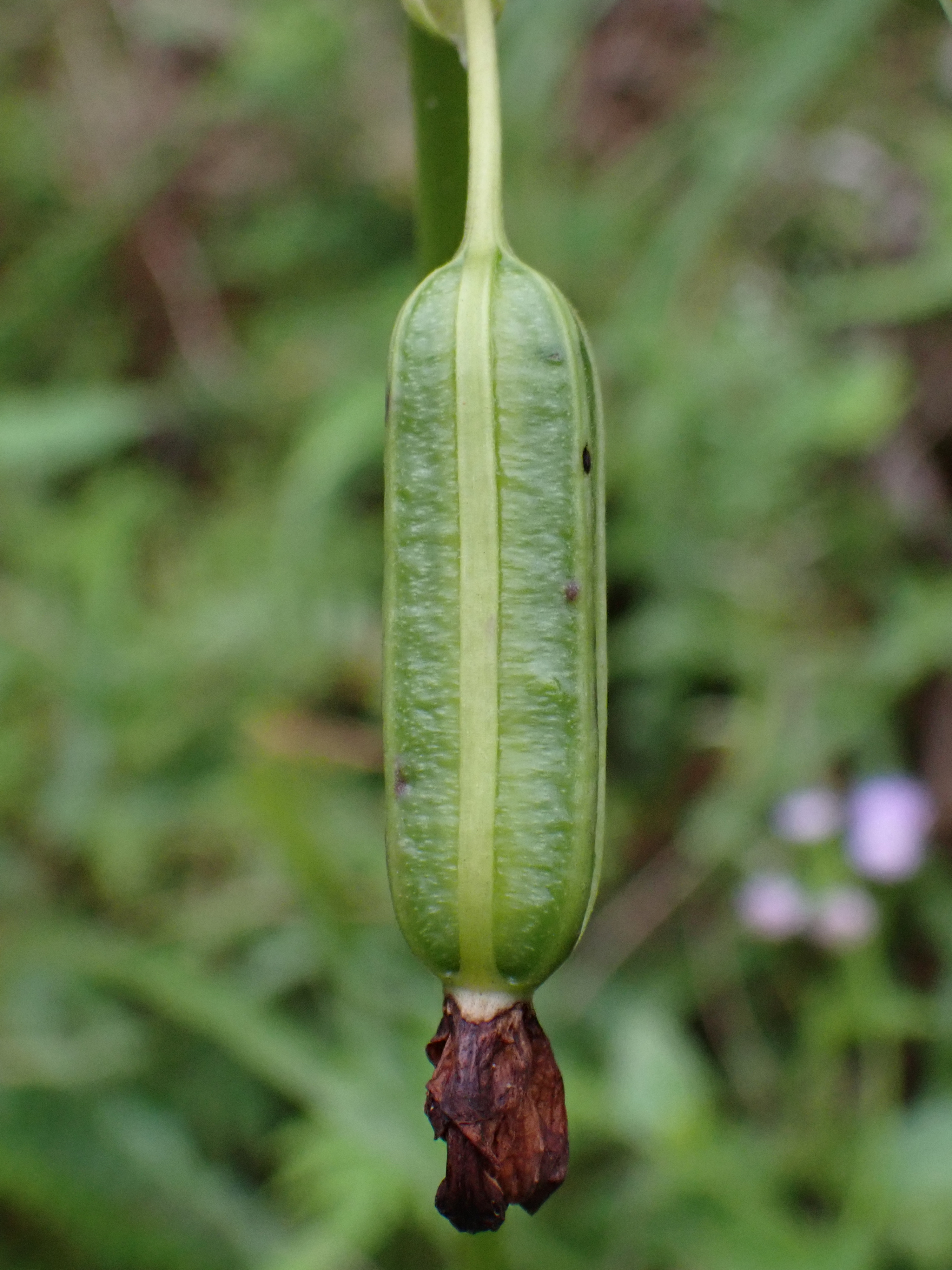
果実

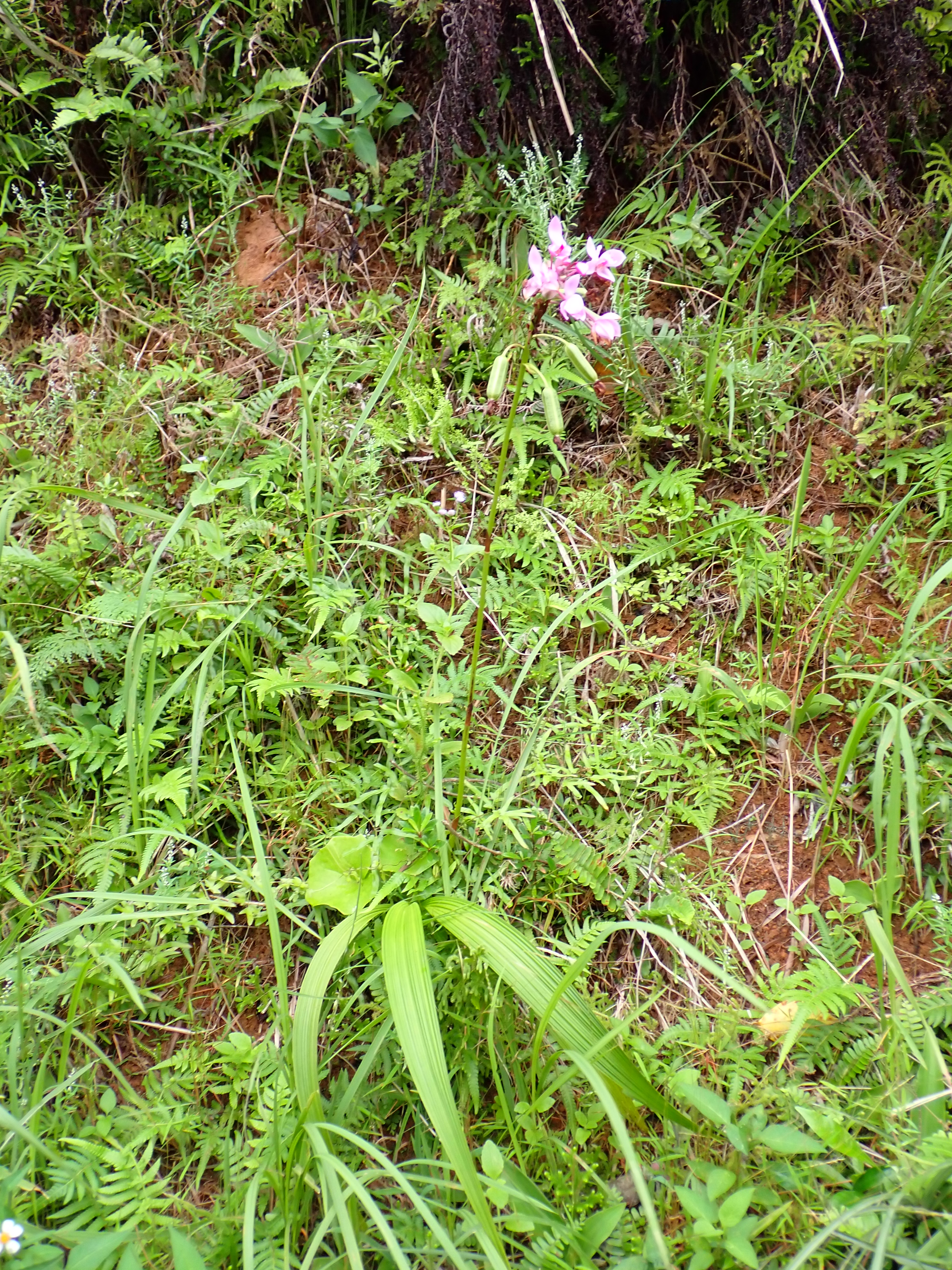
道端に生えるコウトウシラン（沖縄県石垣市野底）

コウトウシラン（学名：Spathoglottis plicata）はラン科コウトウシラン属の、アジアの熱帯地域に広く分布する常緑性のラン（地生ラン）。ハワイなど各地で栽培品が野生化（栽培逸出）したものがみられ、本来の分布域はわかりにくくなっている。日本国内では八重山諸島に自生。沖縄本島でも見つかっているが、栽培逸出の可能性が高いと言われている。
和名の紅頭紫蘭は、紅頭嶼（こうとうしょ。現在の台湾紅頭（ほんとう）嶼あるいは蘭嶼島（らんしゅいとう））に産し、シランに似ていることから。

## 特徴
明るい草地に生え、道路沿いの法面など人工的な環境にも種子が飛びこんで生育している場合がある。八重山では道ばたなどにも見かけることがある。
草姿はシランと良く似ているが別属で、交配はできないようである。葉は4枚前後で縦ヒダが目立ち、シランより細長い。シランの偽球茎は地下にあるが、本種では地上に偽球茎がある。花茎は上に伸びあがり、先端に花が比較的まとまって咲く。草丈は50cm前後、熱帯域では1m近くに達することもある。花径は3cm前後。花色は通常は淡紅色、花色もシランによく似ている。しかし、属が違い、花の形は大きく異なる。細長い花弁が比較的揃っているシランに比べ、コウトウシランの花弁は幅広く、花形も大きく開く。また、唇弁も短く、その基部に一対の黄色い突起がある。
園芸選別個体では白色花や濃色花もある。熱帯域では一年を通じて咲く。1つの花は1日から数日以内でしぼむが、次々と長期にわたって開花する。開花後に自然結実がみられ、咲いている花茎の下のほうで、果実が鈴なりになっていることも珍しくない。

## 栽培
熱帯域ではしばしば庭園に植栽される。高温下ではきわめて丈夫な植物で、日本本土におけるシランと同様、庭植えの粗放栽培に耐える。種子もシランと同様に発芽しやすく、前述のように、風で散布された種子から市街地近郊で野生化するほどである。
ただし低温には極端に弱い。本来、一年を通じて生長しつづける植物で、低温により長期にわたって生育が止まると、後日に気温が高くなっても生長を再開せず衰弱死することがある。安定した生育を望むなら冬期にも十分な光量を維持し、摂氏20-25度以上に保つことが望ましい。一般論としては温帯域以北の一般家庭での栽培には不向きな植物と言える。

## 近縁種
同属のランは40種前後（諸説あり）。日本以外では、それらと本種の交配によりオレンジ、ピンク、複色花など多彩な園芸種が作出されている。そのような園芸種は、沖縄県などでは稀に販売されることがあるが、高温性であるため、日本本土ではほとんど普及していない。
中国産の苞舌蘭 Spathoglottis pubescens など、数種は冬期に落葉休眠し、日本本土でも室内、あるいは一般的な温室内保護で越冬できる。しかし花茎が長く伸びあがり草姿がまとまりに欠けること、シランに似ていて珍奇さが感じられないこともあってか、ランの愛好家にはあまり人気がない。そのため、高温性種と交配して耐寒園芸群を育成する、といった試みもほとんどされていないようである。